# 3-as busz (Mezőkövesd)
A mezőkövesdi 3-as jelzésű autóbusz egy helyi járat, ami a Cseresznye utca – Dózsa György utca – Mátyás király utca – Vasútállomás – Rutinpálya útvonalon közlekedik. A viszonylatot a Volánbusz Zrt. üzemelteti.

## Útvonala
Mezőkövesd Cseresznye utca 9. megállójából indul. Az utcában halad egészen a szentistváni útig (Dózsa György utca), ahol balra fordul, majd a szakaszon marad amíg a bogácsi elágazáshoz nem ér. Itt szintén balra megy a gimnázium, Szent László tér és Mátyás király utca megállók érintésének céljából. A borsodivánkai körforgalomban a község felé vezető mellékúton robog, csak előtte a vasútállomást is érinti. Végül a Rutinpályához érkezik, végállomásához.

## Közlekedése
| Indulási helyszín  | Érkezési helyszín | Indításszáma    | Közlekedése  |
| ------------------ | ----------------- | --------------- | ------------ |
| Cseresznye utca 9. | Rutinpálya        | 5 oda, 4 vissza | munkanapokon |

## Megállóhelyei
| 0  | Cseresznye utca 9. végállomás | 0  | 0.0 km | – |
| 1  | Cseresznye utca 69.           | 1  | 0.7 km | – |
| 2  | Dózsa György utca 96.         | 3  | 1.6 km | 4017, 4018, 4019 Mezőkövesd felső [80.] |
| 3  | Dózsa György utca 36.         | 5  | 2.3 km | 4017, 4018, 4019 |
| 4  | Gimnázium                     | 7  | 3.2 km | 1, 2, 2B 1050, 1375, 1376, 1377, 1380, 1381 3416, 3746, 3749, 4001, 4006, 4007, 4008, 4009, 4013, 4017, 4018, 4019, 4021, 4022, 4023, 4026, 4030                                                 |
| 5  | Szent László tér              | 8  | 3.9 km | 1, 2, 2B 1050, 1377, 1380, 1381 3416, 3746, 3749, 4001, 4006, 4007, 4008, 4009, 4013, 4017, 4018, 4019, 4021, 4022, 4023, 4026, 4030                                                             |
| 6  | Mátyás király utca            | 9  | 4.5 km | 1, 2, 2B 1050, 1375, 1376, 1377, 1380, 1381 3416, 3746, 3749, 4001, 4006, 4007, 4008, 4009, 4013, 4017, 4018, 4019, 4021, 4022, 4023, 4026, 4030                                                 |
| 7  | SZTK rendelőintézet           | 10 | 4.7 km | 1, 2, 2B 1344, 1375, 1377, 1426, 1427, 1428, 1447, 1448, 1468 3406, 3416, 3418, 3419, 3749, 4001, 4006, 4007, 4008, 4009, 4010, 4011, 4013, 4014, 4015, 4016, 4017, 4019, 4023, 4026, 4030, 4157 |
| 8  | Széchenyi utca 21.            | 11 | 5.2 km | 1, 2B 1344, 1375, 1377, 1426, 1427, 1428, 1447, 1448, 1468 3406, 3416, 3418, 3419, 3749, 4001, 4006, 4007, 4008, 4009, 4010, 4011, 4014, 4015, 4016, 4017, 4019, 4023, 4026, 4030, 4157          |
| 9  | Vasútállomás                  | 12 | 5.9 km | 1, 2B 1344, 1375, 1377, 1426, 1427, 1428, 1447, 1448, 1468 3406, 3416, 3418, 3419, 3749, 4001, 4006, 4007, 4008, 4010, 4014, 4015, 4016, 4017, 4019, 4023, 4026, 4030, 4157 Mezőkövesd [80.]     |
| 10 | Lövői utca 20.                | 13 | 6.6 km | 1 |
| 11 | Rutinpálya végállomás         | 14 | 7.1 km | 1 1468 4010, 4011 |